# Florian Grabowski
Florian Grabowski herbu Jastrzębiec – sędzia ziemski brzeskolitewski w latach 1740-1754, sędzia grodzki brzeskolitewski w latach 1735-1740, horodniczy brzeskolitewski do 1740 roku.
Poseł na sejm 1740 roku z województwa brzeskolitewskiego.